# 红铊矿
红铊矿（英語：Lorándite）是一种含砷铊硫代酸盐矿物，化学式为TlAsS2。虽然稀有，但它是最常见的含铊矿物。红铊矿出现在低温热液组合以及金和汞矿床中。伴生矿物包括辉锑矿、雄黄、雌黄、朱砂、钒铅矿、胶黄铁矿、白铁矿、黄铁矿、黝铜矿、锑闪锌矿、砷和重晶石。
该矿物被用于通过某种涉及铊的核反应来检测太阳中微子。它有一个单斜的晶体结构，由铊原子相互连接的AsS3四面体螺旋链组成，可在实验室合成。

## 历史
红铊矿于1894年在卡瓦达尔奇（现北马其顿）附近的Allchar矿床首次发现，并以匈牙利著名物理学家厄特沃什·羅蘭的名字命名。

## 分布
除了北马其顿的Allchar矿床外，在塔吉克斯坦的Dzhizhikrut Sb-Hg矿床和俄罗斯北高加索山脉皮亚季戈尔斯克附近的Beshtau铀矿床也发现了红铊矿。它作为一种矿石，在中国贵州省滥木厂汞铊矿床，伊朗东北部Zarshuran金矿，瑞士伦根巴赫采石场中发现。

## 实验室合成
红铊矿单晶可从硝酸亚铊 (TlNO3)、砷和硫在浓氨水中的混合物中生长。将混合物置于高压釜中并在高温（~250°C）下保持数天。该过程产生沿[001]晶轴伸长的深红色棱柱状晶体，在外观和晶体结构细节上与矿物相似。

## 结构

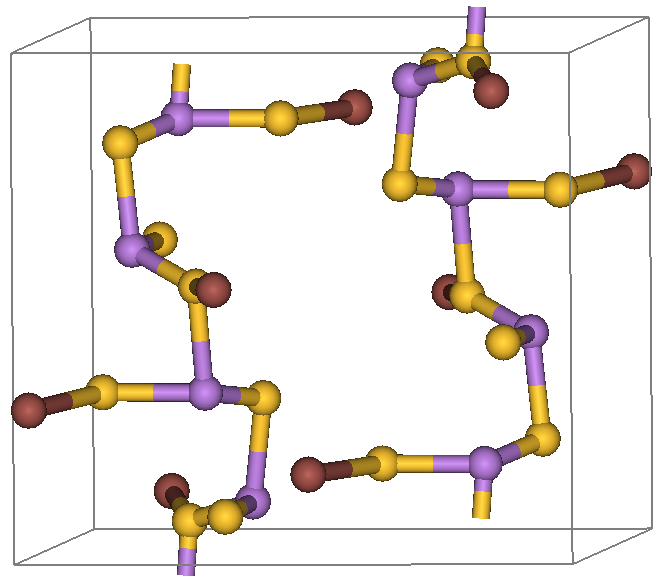
红铊矿的晶体结构。紫色原子是砷，黄色是硫，棕色是铊。

红铊矿的晶体结构为单斜晶系，空间群P21/a，Z = 4，晶格常数a = 1.228 nm，b = 1.130 nm，c = 0.6101 nm，β = 104.5 °。它由面向[010]晶轴的AsS3四面体的螺旋链组成。这些链通过不规则配位的Tl原子共价连接（图中未显示链接互连），这些链接的断裂是导致晶体裂解的原因。

## 产生
最初发现红铊矿的北马其顿Allchar矿床的构造环境是一种反斜面结构，源于上白垩纪时期的沉积物。在成矿过程中，安山岩的存在导致热液沿着白云岩和安山岩的接触面移动，从而形成了红铊矿矿床。

## 应用
1976年，使用富含铊的矿物红铊矿来探测太阳中微子的方法被提出。该方法依赖于205Tl(νe,e−)205Pb反应，其阈值能量相对较低，为52keV，因此效率相对较高。该反应产生205Pb同位素，其寿命长达1540万年；它不仅由中微子引起，还由其他宇宙粒子引起。它们在地壳中都有不同的穿透深度，因此对取自不同深度的含铊矿石中的205Pb含量进行分析，可以获得过去过去几千年中微子的信息。因此，Lorandite Experiment (LOREX) 在2008年到2010年间运行，并以最大的红铊矿来源之一，北马其顿南部的Allchar矿床作为基地。

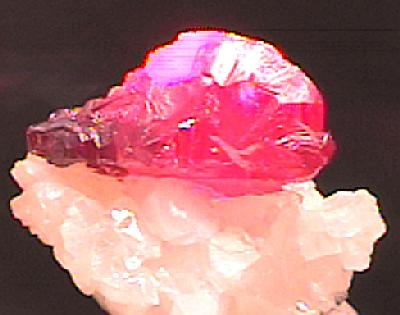
方解石基质上的红铊矿晶体，来自Mercur矿，美国犹他州Mercur。尺寸 1.8×1.8×0.4 cm。